# Первомайский (городской округ Истра)
Первомайский — посёлок в Лучинском сельском поселении Истринского района Московской области. Население — 1832 чел. (2010), в посёлке 2 улицы, зарегистрировано 4 садовых товарищества, действует средняя общеобразовательная школа. С Истрой связан автобусным сообщением (автобус № 34). Возник, как посёлок при основанном Зинаидой Морозовой в 1914 году Новоиерусалимском кирпичном заводе.
Расположен на правом берегу реки Маглуши, примерно в 6 км на запад от Истры, в посёлке — железнодорожная платформа Рижского направления Московской железной дороги Чеховская, высота над уровнем моря 173 м. Ближайшие населённые пункты — Ябедино, Слабошеино, Октябрьский и Ильино.
В августе 1945 года в Первомайском на Новоиерусалимском кирпичном заводе мастером карьера работал Солженицын А. И.
2017 год. Построен физкультурно-оздоровительный комплекс. Открыто современное футбольное поле с дренажной системой.
2021 год. Согласно определению арбитражного суда в отношении кирпичного завода введена процедура наблюдения – банкротство.

## Население
| 2002 | 2006  | 2010  |
| ---- | ----- | ----- |
| 1953 | ↘1884 | ↘1832 |